# Maesteg
Maesteg (Em Inglês: Fair Field) é uma cidade e comunidade do condado de Bridgend, no sudeste do País de Gales, Reino Unido. A cidade em 2001 tinha 17,859 habitantes.